# Gut zu wissen
Gut zu wissen war ein Magazin des Bayerischen Fernsehens, moderiert von Willi Weitzel, das von Anfang 2018 bis Ende April 2022 samstags ausgestrahlt wurde und in der BR-Mediathek abrufbar ist. Gelegentlich führte statt Willi Weitzel auch Philip Häusser durch die Sendung.

## Hintergrund
Das von Willi Weitzel (bekannt durch Willi wills wissen) moderierte Format hatte das Ziel, junge und auch erwachsene Menschen anzusprechen. Beiträge und Erkenntnisse, sowie auch Ratschläge für eine bewusste, zeitgemäße und nachhaltige Lebensweise wurden aus vielen wissenschaftlichen Feldern ausgewählt. Dabei war ein konkreter Alltagsbezug vorhanden, beispielsweise Hintergründe und Handlungsempfehlungen des Konsums von Produkten, die Palmöl enthalten. Weitere Bereiche waren u. a. Natur und Umwelt, Mikroplastik, die Kryptowährung Bitcoin und lokale Auswirkungen des Klimawandels.
Die Sendung wurde Ende April 2022 eingestellt. Die letzte Folge wurde am 23. April 2022 ausgestrahlt.